# Stade Jos-Haupert
 (mars 2025).
Si vous disposez d'ouvrages ou d'articles de référence ou si vous connaissez des sites web de qualité traitant du thème abordé ici, merci de compléter l'article en donnant les références utiles à sa vérifiabilité et en les liant à la section « Notes et références ».
Le stade Jos Haupert est un stade de football luxembourgeois basé à Niederkorn. 
Ce stade de 4 830 places accueille les matchs à domicile du Progrès Niedercorn, club ayant évolué dans le championnat du Luxembourg de football de D1.